# Benjamin Hebert

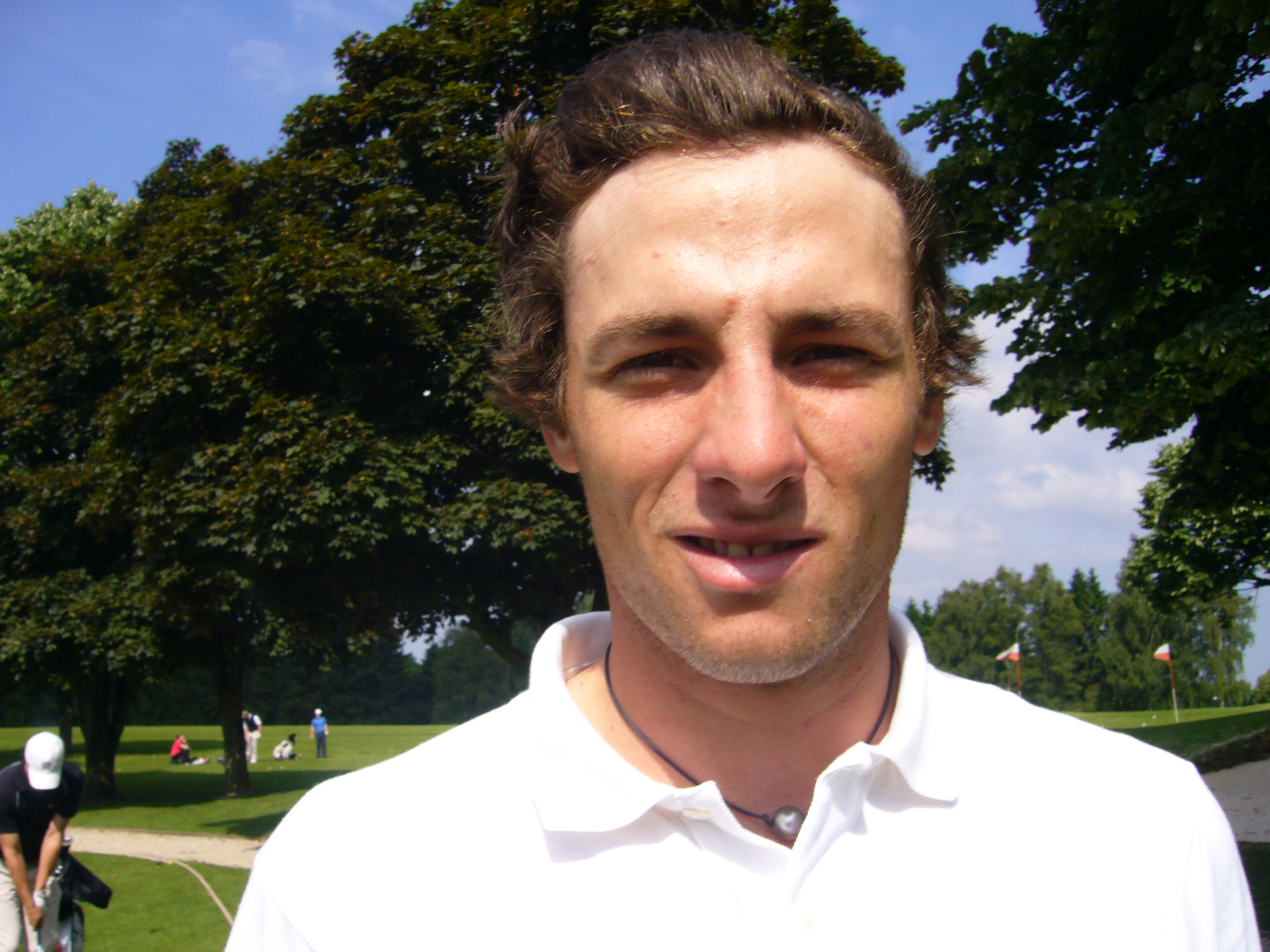
Telenet Trophy (2009)

Benjamin Hebert (19 februari 1987) is een Frans professioneel golfer.

## Amateur
Hebert begon op zijn tiende met golf. Hij leerde het van zijn ouders, die beiden sportleraar zijn. Hij speelde op de Golf de Moliets.

#### Gewonnen
- 2007: Europees Amateur Kampioenschap in Berlijn

#### Teams
- Eisenhower Trophy:
- Lytham Trophy: 2007

## Professional
Hebert werd in 2009 professional en speelde onder meer op de Alps Tour. Hij won het Belgisch Omnium op Rinkven, door in de laatste ronde Joost Luiten in te halen. In het najaar haalde via de Tourschool een spelerskaart voor de Europese PGA Tour van 2010, samen met landgenoten Jean-Baptiste Gonnet en Julien Guerrier. Zijn coach is Thomas Levet.
In 2011 speelde hij op de Challenge Tour, won daar drie toernooien en promoveerde automatisch naar de Europese Tour van 2012.

#### Gewonnen
Alps Tour
- 2009: Omnium van België (-16)

Challenge Tour
- 2011: Credit Suisse Challenge (-12), English Challenge (-12), Rolex Trophy (-19)
- 2014: Norwegian Challenge (-15)